# Clara et la Pénombre
Clara et la Pénombre est un roman de l'auteur espagnol José Carlos Somoza, publié originellement en 2001 aux éditions Grupo Planeta sous le titre Clara y la penumbra. Le roman a été traduit en français par Marianne Millon, pour les éditions Actes Sud, dans la collection Babel.
Ce roman reçut le prix Fernando Lara en 2001.

## Intrigue
2006. Dans ce futur dangereusement proche, la représentation des corps ne fait plus recette au sein du marché de l'art, qui cote désormais des toiles humaines. Signées par de grands maîtres, elles sont louées, vendues, manipulées, livrées à tous les regards, à tous les fantasmes.
Clara est modèle. Elle rêve d'être peinte par le dieu de l'art hyperdramatique : Bruno Van Tysch. Mais, tandis que la jeune toile est apprêtée dans un pavillon des abords d'Amsterdam, la Fondation Van Tysch est en émoi. Une œuvre de grande valeur a été dérobée et détruite par un mystérieux meurtrier qui officie suivant des rites affreusement artistiques.

## Personnages du roman
- Clara, toile humaine ;
- Bruno Van Tysch, maître de l'art hyperdramatique ;
- Jacob Stein, bras droit de Bruno Van Tysch et président de la Fondation Van Tysch ;
- April Wood, responsable de la sécurité des toiles humaines de la Fondation Van Tysch ;
- Lotar Bosh, ancien policier reconverti à la protection des toiles humaines, adjoint d'April Wood ;